# Брентіно-Беллуно
Брентіно-Беллуно (італ. Brentino Belluno, вен. Brentin Bełuno) — муніципалітет в Італії, у регіоні Венето, провінція Верона.
Брентіно-Беллуно розташоване на відстані близько 440 км на північ від Рима, 115 км на захід від Венеції, 25 км на північ від Верони.
Населення — 1421 особа (2014).
Щорічний фестиваль відбувається 24 червня, 25 липня. Покровитель — святий Іван Хреститель.

## Демографія
Населення за роками:

Станом на 1 січня 2023 року в муніципалітеті офіційно проживав 161 іноземець з 22 країн, серед них 98 громадян країн Євросоюзу.

## Сусідні муніципалітети
- Авіо
- Каприно-Веронезе
- Дольче
- Феррара-ді-Монте-Бальдо
- Риволі-Веронезе